# Мечеть Сиди-Башир
Мечеть Сиди Башир — расположена в городе Ахмадабад, Гуджарат. Из-за её уникальной архитектуры, мечеть также называют Джульта минар или Мечеть с Дрожащими Минаретами.

## История
Считается, что мечеть была построена Сиди Баширом, рабом Султана Ахмед Шаха. По другой версии, она была построена Маликом Сарангом. Известно также, что мечеть была закончена в 1452 году.

## Минареты
У мечети есть два минарета, каждый из которых имеет три уровня, с высокими резными балконами. Любое потрясение любого минарета переходит к другому минарету, который будет вибрировать после нескольких секунд, несмотря на то, что соединяющий их проход остается свободным от вибрации. Фактическая причина этого неизвестна. Это явление сначала заметил и наблюдал в 19-м столетии английский учёный М. Вилльямс.

## Другие подобные минареты
Другая мечеть в Ахмадабаде Рай Биби имела подобные минареты. Но британцы демонтировали один из минаретов, чтобы изучить архитектуру. Но обратно воссоздать ничего не получилось.
Есть также одна мечеть в Исфахане, Иран, по имени Монар Джомбар (дрожащие минареты) с почти теми же самыми свойствами.

## Нынешние условия
Мечеть расположена напротив Ахмадабадской Железнодорожной станции и является одним из самых популярных туристских мест Ахмадабада. Вход в дрожащий минарет был запрещен после инцидента в Кутб-Минаре в Дели, где паническое бегство детей привело к разрушению частей декора.